# CY Tech
CY Tech, anciennement EISTI, est une grande école française publique de sciences et techniques, d'économie, de gestion, d'humanités et de design, formant principalement des ingénieurs en informatique, en mathématiques appliquées, en biotechnologies et chimie et en génie civil. Grande école de CY Cergy Paris Université, elle est l'une des 205 écoles d'ingénieurs françaises accréditées au 25 février 2021 à délivrer un diplôme d'ingénieur. À la suite de la réorganisation académique sur le territoire de Cergy-Pontoise, l'École internationale des sciences du traitement de l'information (EISTI) et l'université de Cergy Pontoise (UCP) s'associent pour créer ensemble le 1er janvier 2020 CY Tech.
CY Tech est membre de la conférence des grandes écoles (CGE).

## Présentation générale

### Campus
Situés à Cergy-Pontoise, Pau et Saint-Germain-en-Laye, les campus de CY Tech sont intégrés aux campus universitaires de leur ville.
Chaque campus délivre le même diplôme, les examens sont communs. L'étudiant choisit son campus et peut en changer d'une année à l'autre voire d'un semestre à l'autre. Seule exception : la spécialisation de dernière année (option) qui n'existe que sur l'un des deux campus.
Les choix proposés pour les filières mathématiques appliqués et informatique sont : 
- Cergy-Pontoise (Site du Parc, site de Saint-Martin)
- Pau

Pour les filières génie civil et biotechnologies & chimie, le campus se trouve sur le site de Neuville-sur-Oise. L'étude à Pau n'est pas encore proposée.

### Historique
En 1983, l'École internationale des sciences du traitement de l'information (EISTI) est fondée à Cergy par Nesim Fintz. En 1989, l'EISTI obtient la reconnaissance par l'État d'établissement d'enseignement supérieur technique privé associatif et crée de la charte : professionnalisme, ouverture, solidarité, éthique.
En 1992, l'EISTI obtient l'habilitation par la commission des titres d'ingénieurs (CTI) à délivrer le titre d'ingénieur. Cinq ans plus tard, elle devient membre de l'union des grandes écoles indépendantes (UGEI). Puis de la conférence des grandes écoles (CGE) en 2002 et de la conférence des directeurs des écoles françaises d'ingénieurs (CDEFI).
En 2003, l'EISTI crée un second campus à Pau délivrant le même diplôme que le campus de Cergy.
En 2006, intégration aux concours communs polytechniques (CCP) en banque de notes. Trois ans plus tard, création de mentions sur le diplôme EISTI (génie informatique ou génie mathématique) et habilitation correspondante par la CTI.
En 2010, création du Collegium IDF avec l'ENSEA et SUPMECA. L'année suivante, inauguration des nouveaux locaux du campus de Pau.
En 2012, l'EISTI est la première école privée autorisée à décerner le diplôme national de master (DNM). Le master finance quantitative et gestion des risques est enseigné en anglais, en collaboration avec les universités de Paris-Dauphine et de Cergy-Pontoise. La même année, l'EISTI obtient l'intégration directe aux concours communs polytechniques (CCP) et intègre le Concours Avenir.
En 2014, l'EISTI ouvre un mastère spécialisé chef de projet entrepreneurial. L'année suivante, l'EISTI est reconnue comme un établissement d'enseignement supérieur privé d'intérêt général (EESPIG, art. L732-1 du code de l'éducation). En 2016, l'EISTI met en place les premiers contrats de professionnalisation.
En 2017, l'EISTI est lauréate de l’appel à projets I-Site avec l’UCP, l’ESSEC et l’ENSEA. En 2019, Radjesvarane Alexandre devient directeur général de l'EISTI ;
En 2020, l'EISTI fusionne avec l'Institut des Sciences et Techniques (IST) ainsi que l'Institut d'Economie et de Gestion (IEG) de l'université de Cergy-Pontoise et devient CY Tech, grande école de sciences, d’ingénierie, d'économie et de gestion de CY Cergy Paris Université dont la première rentrée se déroule en septembre 2020.

## Conditions d'admission
L'admission est possible à différents niveaux selon le cursus scolaire.

### Admission en licence, master et CUPGE
L'admission en licence, master OU CUPGE proposés par CY Tech Économie et Gestion ou CY Tech Sciences et Techniques se fait par le biais de la plateforme Parcoursup ou d'un recrutement spécifique à la formation concernée.

### Admission en cycle pré ingénieur (2 ans)

#### En1reannée
Cette admission se fait par le biais du nouveau Concours GalaxY by CY Tech, post bac.

#### En2eannée
Cette admission se fait par le biais du nouveau Concours GalaxY by CY Tech, en admissions parallèles.

### Admission en cycle ingénieur

#### En1reannée
L'admission en 1re année du cycle ingénieur se fait :
- Pour les CPGE Mathématiques, physique (MP), Physique, chimie (PC), Physique et sciences de l'ingénieur (PSI), Technologie et sciences industrielles (TSI) et Physique et technologie (PT) via les Concours commun des instituts nationaux polytechniques (CCINP).
- Pour les L2, L3 (à caractère scientifique ou technologique), le DUT informatique, le DUT génie électrique et informatique industrielle (GEII), le DUT mesures physiques (MP) ou le DUT statistique et informatique décisionnelle (STID), les CPGE ATS via le Concours GalaxY by CY Tech, en admission parallèle.

#### En2eannée
Pour les titulaires d'un master 1 (M1) à caractère scientifique ou technologique, l'admission se fait via le Concours GalaxY by CY Tech, en admission parallèle.

## Formation

### Cycle préparatoire
L'objectif du cycle pré ingénieur est de préparer les élèves au cycle ingénieur en leur fournissant des méthodes et un rythme de travail, mais aussi des bases scientifiques solides ainsi que des connaissances en informatique.
Accessible via le Concours GalaxY by CY Tech, le cycle pré ingénieur permet de rejoindre, en deux ans, le cycle ingénieur de CY Tech, via le contrôle continu. Ce cursus peut être suivi à Cergy-Pontoise ou à Pau. Le programme comporte environ une trentaine d'heures hebdomadaires, réparties entre informatique, sciences de l'ingénieur, physique, mathématiques, français, anglais et travaux d'intérêt personnel encadrés (TIPE).

### Cycle ingénieur
Le cursus en cycle ingénieur se fait progressivement plus précis au fur et à mesure des années, allant des fondamentaux à la spécialisation. Le cursus de CY Tech est fortement articulé autour de la notion de projet. Des cours en petits groupes alternent avec des travaux dirigés et des travaux pratiques dispensés par les professeurs permanents de CY Tech, de nombreux intervenants professionnels et des consultants

### Habilitation CTI
Quatre spécialités sont habilitées par la CTI sur le site de Cergy-Pontoise pour les étudiants non-apprentis : Biotechnologies & chimie, Informatique, Mathématiques et Génie civil. Seules les spécialités Mathématiques Appliquées et Informatique sont dispensées sur le site de Pau, elles sont également accréditées par la CTI pour les étudiants. Pour les apprentis, l’accréditation est valable seulement pour les filières Mathématiques et Informatique sur le site de Cergy-Pontoise. La voie de formation FISEA n’est pas accréditée.
|                | Mathématiques appliquées | Informatique           | Biotechnologie et chimie | Génie civil   |
| -------------- | ------------------------ | ---------------------- | ------------------------ | ------------- |
| Cergy-Pontoise | Étudiants et apprentis   | Étudiants et apprentis | Étudiants                | Étudiants     |
| Pau            | Étudiants                | Étudiants              | Non enseignée            | Non enseignée |

### Cycle ingénieur en formation initiale et en apprentissage
Le cursus en cycle ingénieur se fait progressivement plus précis au fur et à mesure des années, allant des fondamentaux à la spécialisation. Le cursus de CY Tech est fortement articulé autour de la notion de projet. Des cours en petits groupes alternent avec des travaux dirigés et des travaux pratiques dispensés par les professeurs permanents de CY Tech, de nombreux intervenants professionnels et des consultants.
L’apprentissage est proposé en Informatique et en Mathématiques Appliquées sur le campus de Cergy-Pontoise, en collaboration avec le CFA AFI 24.

#### Programme proposé post-bac
11 formations dans 5 spécialités : Biotechnologies & chimie, Informatique, Mathématiques, Génie civil, Mécanique[réf. nécessaire].
- Cycle pré-ingénieur Mathématiques / Informatique
  - Mathématiques Informatique option Sciences Physiques - CY Tech : Campus de Cergy-Pontoise et Campus de Pau
  - Mathématiques Informatique option Économie Finance - CY Tech : Campus de Cergy-Pontoise
  - Mathématiques Informatique option Génie civil - CY Tech : Campus de Cergy-Pontoise
  - Mathématiques Informatique option Mécanique - CY Tech / ISAE Supméca : Campus de Cergy-Pontoise
- Cycle pré-ingénieur Biotechnologies et Chimie
  - Biotechnologies & Chimie - CY Tech : Campus de Cergy-Pontoise
  - Chimie en voie Recherche - CY Tech (diplôme d’ingénieur habilité par la CTI + label CMI du Réseau Figure) : Campus de Cergy-Pontoise
  -  Biomatériaux pour la Santé en voie Recherche - CY Tech (diplôme d’ingénieur habilité par la CTI + label CMI du Réseau Figure) : Campus de Cergy-Pontoise.
- Bi-cursus en 6 ans (diplôme d’ingénieur CY Tech habilité par la CTI + diplôme Bac+5 de l’école partenaire)
  - Ingénieur Manager du Numérique - CY Tech / Grenoble École de Management (GEM) : Campus de CY Tech à Cergy-Pontoise / campus parisien de Grenoble École de Management
  -  Ingénieur Data & Humanités Digitales - CY Tech / Sciences Po Saint-Germain-en-Laye : Campus de Saint-Germain-en-Laye CY Tech / Sciences Po Saint-Germain-en-Laye
  -  Ingénieur Designer - CY Tech / CY école de Design : Campus de Saint-Germain-en-Laye - CY Tech / école de Design
  -  Ingénieur Architecte - CY Tech / ENSA Versailles : Campus de CY Tech à Cergy-Pontoise / campus versaillais d’ENSA Versailles

#### Programme accessibles en admission parallèle
- Cycle ingénieur Mathématiques Appliquées
  - Parcours Mathématiques-Informatique en formation initiale : Campus de Cergy-Pontoise et Campus de Pau (même diplôme)
  - Parcours Mathématiques-Informatique en apprentissage : Campus de Cergy-Pontoise
  - Parcours Mathématiques – Economie- Finance : Campus de Cergy-Pontoise

- Cycle ingénieur Informatique
  -  Parcours Informatique en formation initiale : Campus de Cergy-Pontoise  et Campus de Pau (même diplôme)
  -  Parcours Informatique en apprentissage : Campus de Cergy-Pontoise

- Cycle ingénieur Génie civil
  - Parcours Génie civil - CY Tech : Campus de Cergy-Pontoise

- Cycle ingénieur Biotechnologies & Chimie
  - Biotechnologies & Chimie - CY Tech : Campus de Cergy-Pontoise
  - Chimie en voie Recherche - CY Tech (diplôme d’ingénieur habilité par la CTI + label CMI du Réseau Figure) : Campus de Cergy-Pontoise
  - Biomatériaux pour la Santé en voie Recherche - CY Tech (diplôme d’ingénieur habilité par la CTI + label CMI du Réseau Figure) : Campus de Cergy-Pontoise

- Bi-cursus (diplôme d’ingénieur CY Tech habilité par la CTI + diplôme Bac+5 de l’école partenaire)
  - Ingénieur Manager du Numérique - CY Tech / Grenoble École de Management : Campus de CY Tech à Cergy-Pontoise / campus parisien de Grenoble École de Management
  - Ingénieur Data & Humanités Digitales - CY Tech / Sciences Po Saint-Germain-en-Laye : Campus de Saint-Germain-en-Laye CY Tech / Sciences Po Saint-Germain-en-Laye

#### Programme accessible via le concours CCINP
- Cycle ingénieur Mathématiques Appliquées
  - Parcours Mathématiques-Informatique en formation initiale : Campus de Cergy-Pontoise et Campus de Pau (même diplôme)

- Cycle ingénieur Informatique
  - Parcours Informatique en formation initiale : Campus de Cergy-Pontoise  et Campus de Pau (même diplôme)

- Cycle Ingénieur Génie Civil
  - Parcours Génie civil - CY Tech : Campus de Cergy-Pontoise

- Cycle Ingénieur Biotechnologie & Chime
  - Biotechnologie & Chimie - CY Tech : Campus de Cergy-Pontoise

## Classements

### etudiant.lefigaro.fr (2022)
- Classement "Écoles d'ingénieur d'excellence" : non classée car au-delà de 30e[15]

- Classement "Écoles d'ingénieur en informatique" : 20e[16]

### etudiant.lefigaro.fr (2025)
- Classement "Écoles d'ingénieur en post-bac" : 13e ex aequo avec 4 autres écoles sur un total de 92 écoles[17]
- Classement "Écoles d'ingénieur informatique" : 6e sur 21[18]

### L'Usine Nouvelle
En 2022, CY Tech était à la 16e place parmi les 134 écoles.
En 2025, elle est classée 31e ex æquo avec deux autres écoles sur un total de 127 écoles.

### L’Étudiant (2025)
L’école est classée 93e sur 172 écoles dans le classement général des écoles d’ingénieurs de L’Étudiant.

## International et doubles diplômes

### International
En cycle ingénieur, les élèves-ingénieurs ont la possibilité d'obtenir un Master of Science (double-diplôme) ou d'effectuer un semestre universitaire dans l'une des 76 universités partenaires. Ils peuvent également effectuer des stages à l'étranger.

### Doubles diplômes en France
Il est possible de diversifier ses compétences en effectuant un double diplôme avec une école de management partenaire (ESSEC, Grenoble École de management) ou avec une université partenaire (Paris Sud, Paris Dauphine, Cergy-Pontoise, Pau et des Pays de l'Adour) ou alors d'affiner sa spécialisation avec une université scientifique (Cergy-Pontoise, Paris Sud, Paris Dauphine).

## Stages
Les stages permettent de compléter les enseignements théoriques, de construire son projet professionnel, d'enrichir son réseau professionnel et d'affiner sa connaissance de la vie en entreprise et du marché du travail. À l'EISTI, 60 semaines de stages jalonnent le cycle ingénieur : 12 semaines en 1re année (stage de programmation), 20 semaines en 2e année (stage d'analyse et de programmation) et 22 semaines en fin de 3e année (stage de conduite de projet de fin d'études).